# Chanel Mokango
Chanel Mokango Modiri (Kinshasa, 13 ottobre 1988) è una cestista della Repubblica Democratica del Congo, professionista nella WNBA.

## Carriera
È stata selezionata dalle Atlanta Dream al primo giro del Draft WNBA 2010 (9ª scelta assoluta).
Con la RD del Congo ha disputato tre edizioni dei Campionati africani (2005, 2017, 2019).